# Luehdorfia japonica
Luehdorfia japonica là một loài bướm ngày thuộc họ Papilionidae. Nó được tìm thấy ở Nhật Bản và Trung Quốc. Nó được khám phá bởi Yasushi Nawa ở tỉnh Gifu của Nhật Bản năm 1883. Trong tiếng Nhật nó cũng được gọi là Bướm Gifu (岐阜蝶 hay ギフチョウ Gifu Chō)

## Hình ảnh

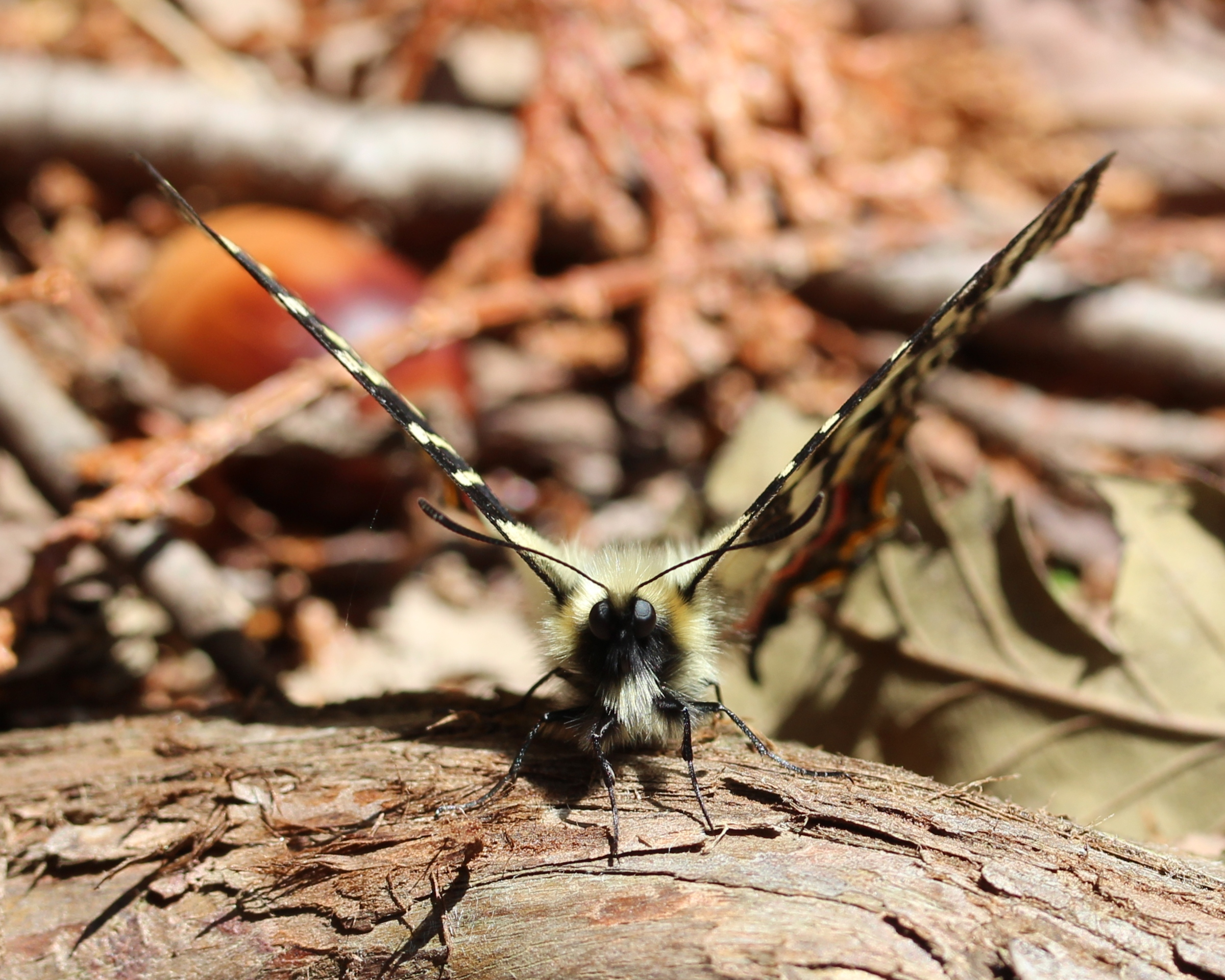
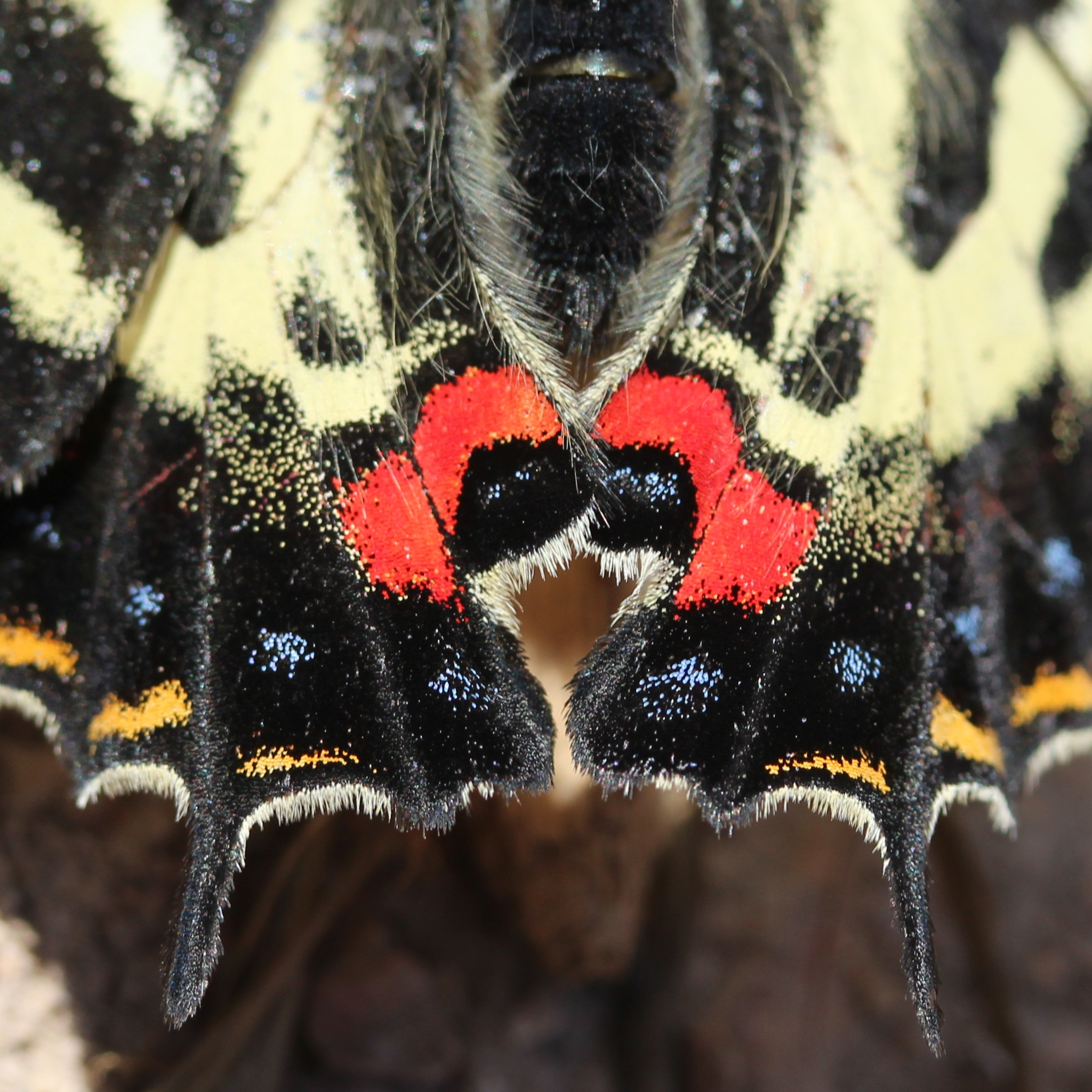
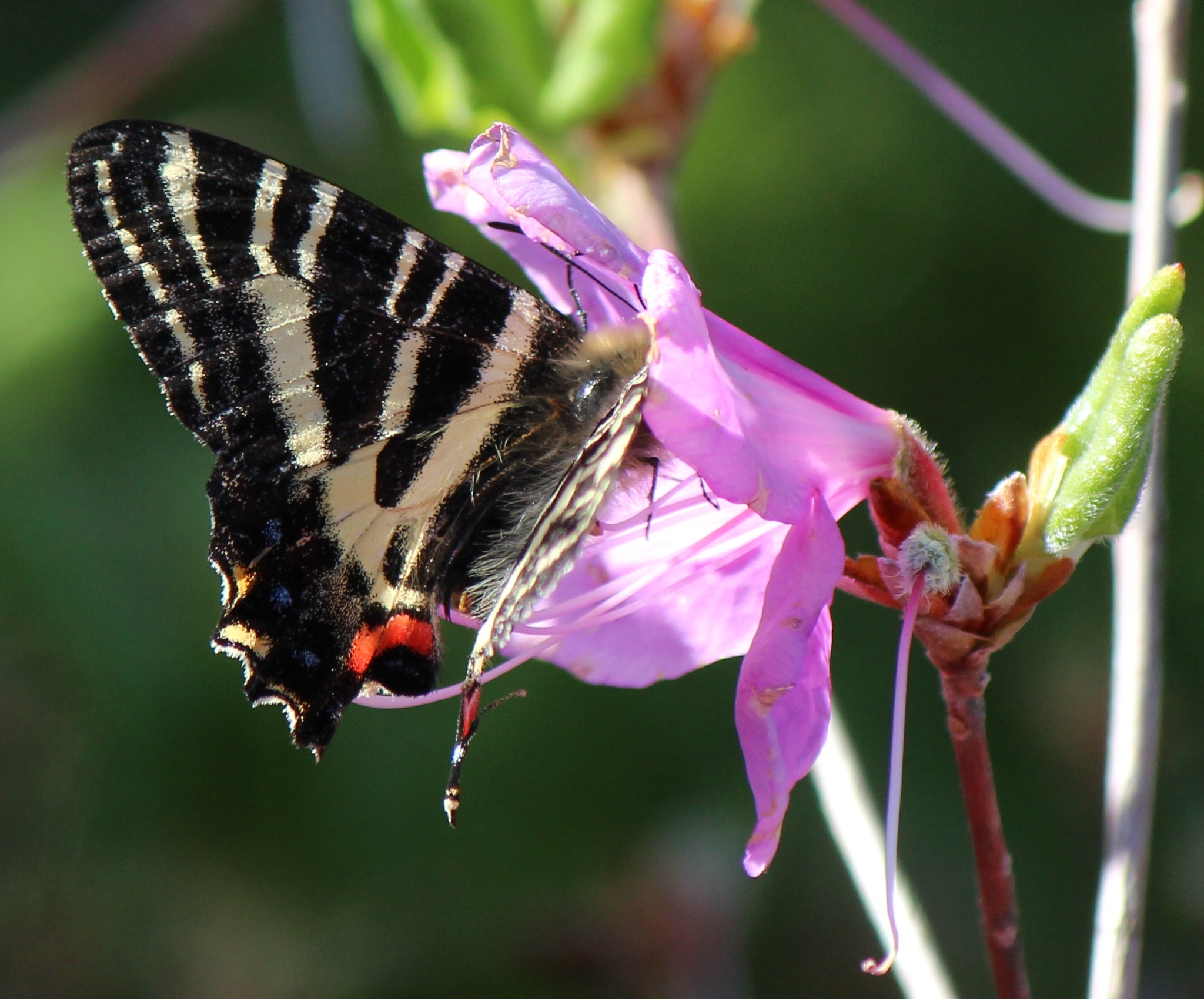
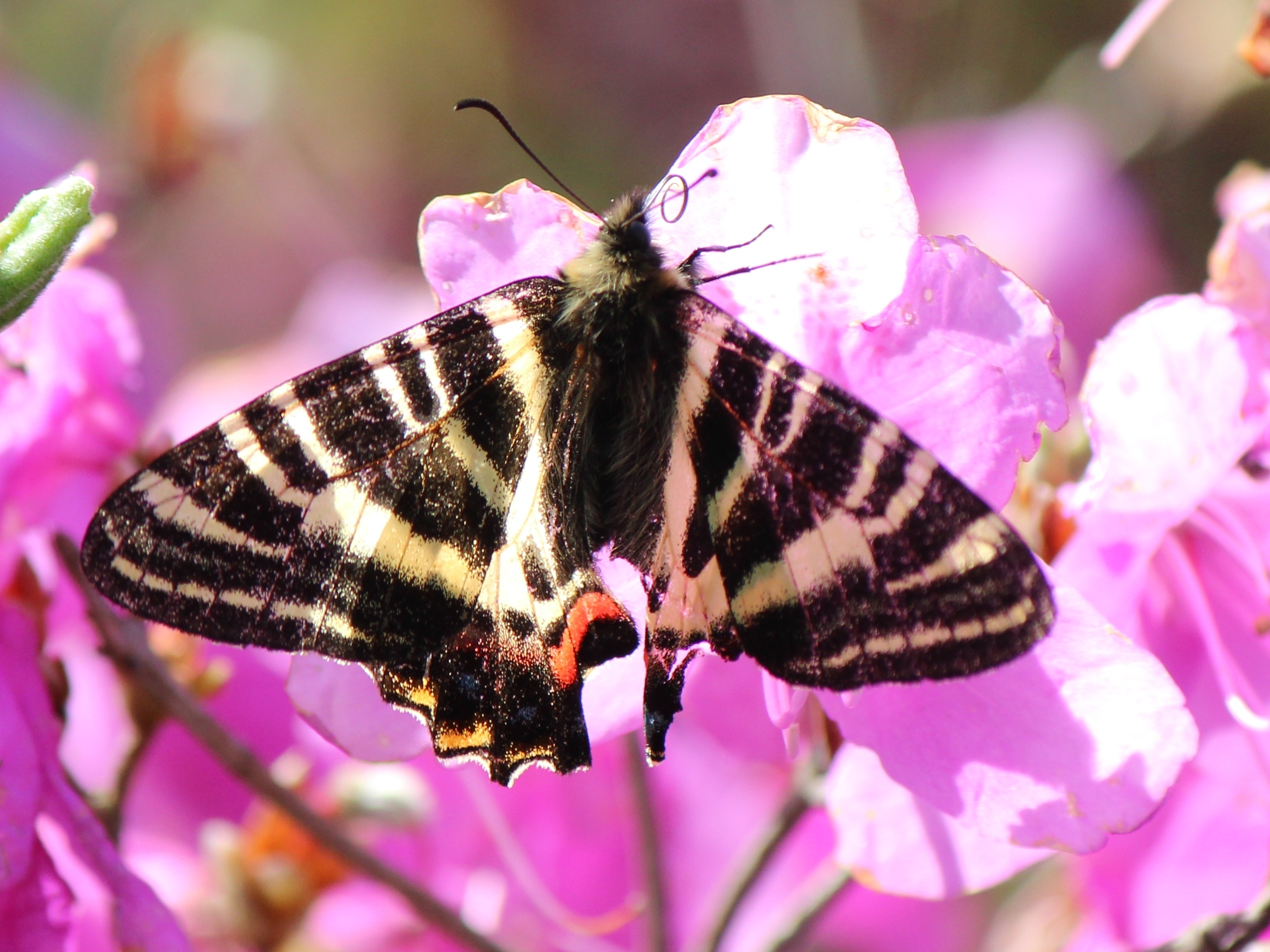
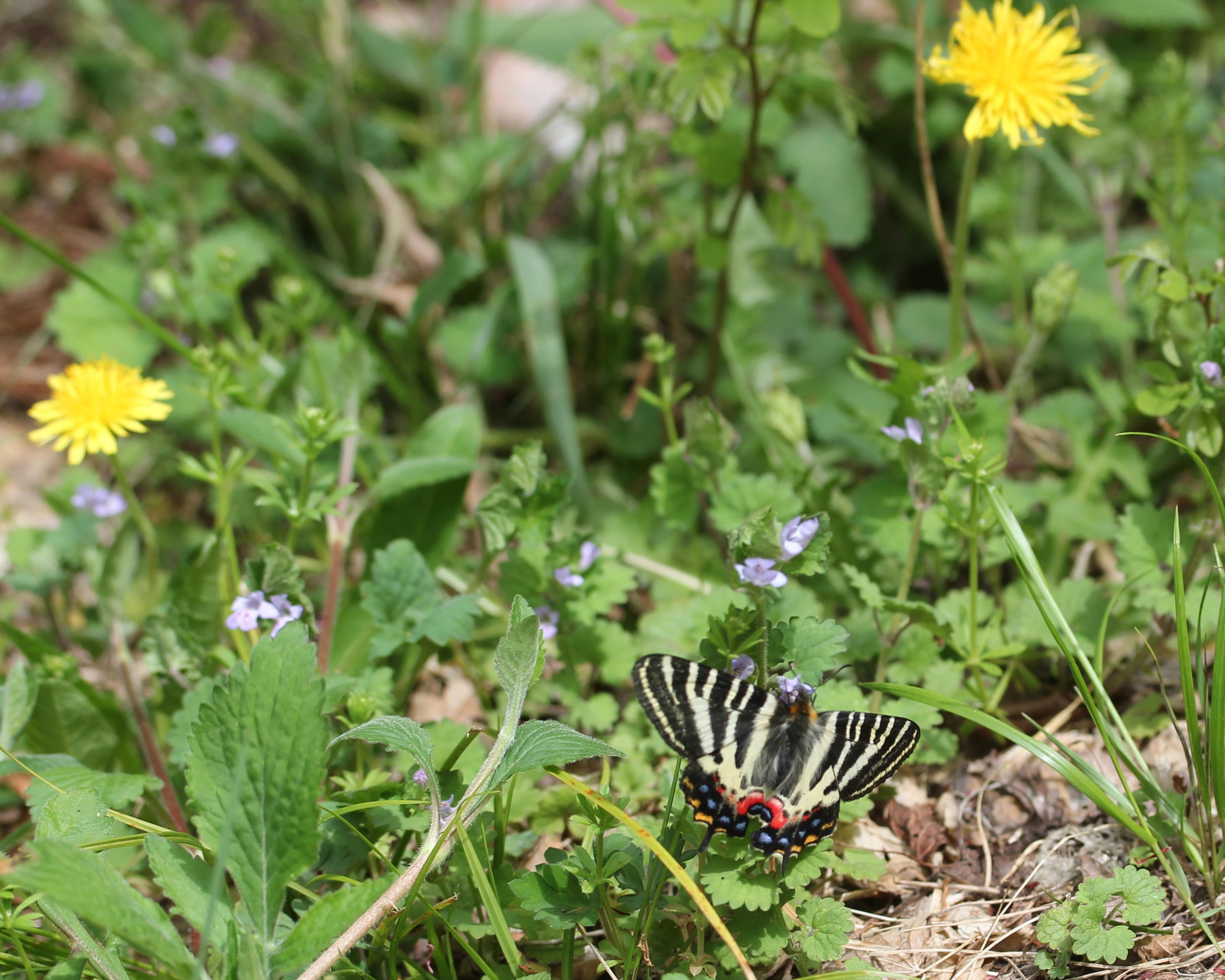
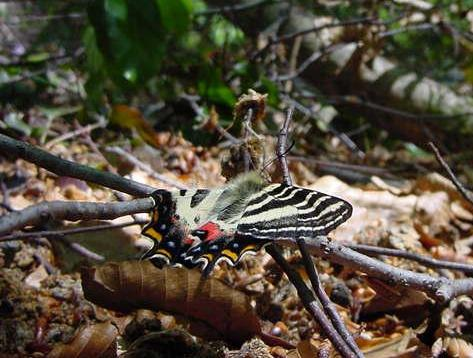